# Municipio de Smyadovo
Smyadovo es un municipio situado en la provincia de Shumen, Bulgaria. Tiene una población estimada, a fines de 2023, de 6754 habitantes.
Está ubicado al noreste del país, cerca del río Danubio y de la frontera con Rumania. Su capital es la ciudad de Smyadovo.